# Ришикеш

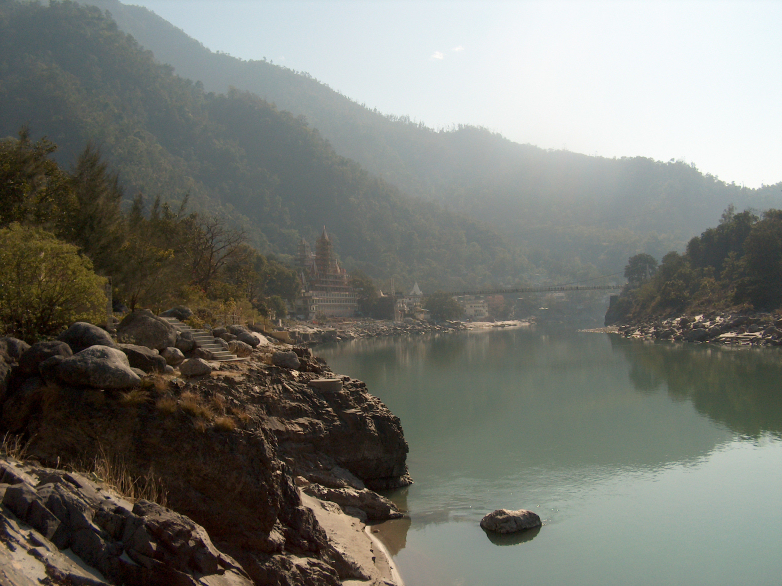
Ришикеш. Ганг

Ришике́ш (англ. Rishikesh, хинди ऋषिकेश) — город, расположен в северной Индии (штат Уттаракханд), в предгорьях Гималаев. Этот святой город для приверженцев индуизма является мировой столицей йоги, в котором в древности жили легендарные святые мудрецы, а в XX веке — такие известные мастера йоги, как Свами Шивананда и Свами Омкарананда.
В начале 1968 года группа The Beatles провела некоторое время в Ришикеше, изучая медитацию вместе с Махариши Махеш Йоги.
Ришикеш также известен как врата Гималаев и расположен в 25 км от другого святого индуистского города — Харидвара, являясь отправной точкой к древнейшим горным паломническим поселениям, таким как Бадринатх, Кедарнатх, Ганготри и Ямунотри.
В полутора часах езды от Дехрадуна, Ришикеш окружён с трёх сторон холмистыми предгорьями и лежит на высоте 356 метров над уровнем моря. Священная река Ганг  протекает через город, и вдоль его слюдяных песчаных берегов расположены многочисленные ашрамы. Фактически здесь река выходит из горных ущелий и начинает своё полноводное движение по равнине.